# 清水克彦 (バレーボール)
清水 克彦（しみず かつひこ、1969年10月21日 - ）は、日本の元バレーボール選手、現指導者。日本人男子初のイタリアプロリーグ選手。

## 来歴
山梨県塩山市（現甲州市）出身。中学卒業後は山梨県より単身で東海大四高校にバレーボール留学し、成田貴志・南由紀夫らと共に春の高校バレーで2年連続決勝進出、1987年の第18回大会では同校史上初めての優勝を果たす。この年の東海大四は総体・国体も制しており、高校三冠を達成。
卒業後は東海大学に進学。4年間レギュラーで関東一部リーグで3度優勝。全日本ジュニア選抜メンバーにも選ばれ世界大会にて準優勝。
1992年、富士フイルムに入社。6年間、富士フイルム・プラネッツでプレーした後、退社。
退職後、イタリアプロリーグのトライアウトに挑戦。イタリアカフエモタ・サレルノチームとプロ契約。日本人男子初のイタリアプロリーグへの挑戦はニュースステーションテレビ朝日・Sports Graphic Number（スポーツ グラフィック ナンバー）文藝春秋にて特集された。
帰国後、日立国分トルメンタで2年間活躍。バレーボール第7回Vリーグで日立国分をV1リーグからVリーグ昇格にも貢献。現役引退後は教員となり、石川県の日本航空第二高校（現 日本航空石川）男子バレーボール部監督となり、鎮西高等学校男子バレーボール部監督を経て、ルーテル学院高校の女子バレーボール部監督を務める。

## 所属チーム
- 塩山市立塩山中学校[1]
- 東海大学第四高等学校
- 東海大学
- 富士フイルム・プラネッツ（1992-1998年）
- カフエモタ・サレルノ（1998-1999年）
- 日立国分トルメンタ（1999-2001年）

## 受賞歴
- 1992年 - V・サマーリーグ 最優秀選手
- 1994年 - V・サマーリーグ 最優秀選手
- 1996年 - 黒鷲旗全日本選手権 敢闘選手賞、ベスト6

## 指導歴
- 日本航空第二高等学校男子バレーボール部監督
- 鎮西高等学校男子バレーボール部監督
- ルーテル学院高等学校女子バレーボール部監督（2012年-2015年）、男子バレーボール部監督（2015年-2016年）
- 倉敷翠松高等学校女子バレーボール部監督（2016年-2019年）
- 福井工業大学附属福井中学校女子バレーボール部監督（2019年-2022年）
- 福井工業大学男子バレーボール部コーチ（2022年-）